# Ksar Bellezma
Ksar Bellezma (em árabe: قصر بلازمة) é uma cidade localizada na província de Batna, no noroeste da Argélia. Sua população era de 9 033 habitantes, em 2008.